# ویرژیل گیار
ویرژیل گیار (فرانسوی: Virgile Gaillard‎؛ زادهٔ ۲۸ ژوئیهٔ ۱۸۷۶) بازیکن فوتبال اهل فرانسه بود.